# International IT College of Sweden

International IT College of Sweden, initcollege, är en fristående gymnasieskola som finns i Stockholm och Göteborg. Inriktningen i skolan är mot IT och engelska inom de fem programmen samhällsvetenskap, naturvetenskap, teknik, el och media. 

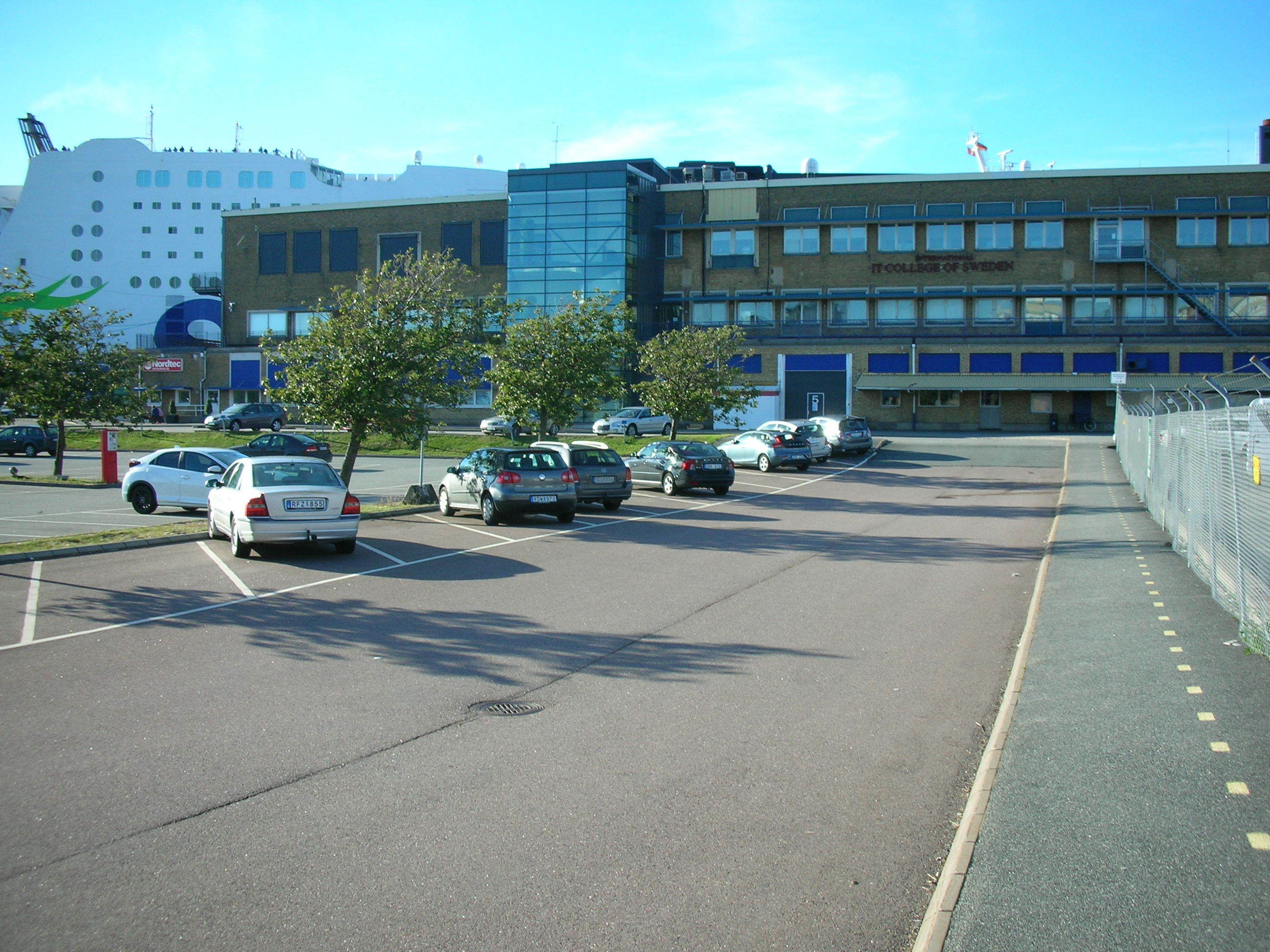
International IT College of Sweden i Göteborg.

Skolan i Göteborg ligger på Elof Lindälvsgatan 13 i samma byggnad som Stena Lines tysklandsterminal.  Skolan flyttade till byggnaden sommaren 2007, efter att sedan starten 2004 legat i Gårda. De första studenterna gick ut våren 2007. Skolan har ett flertal elevföreningar, såsom Skolidrottsföreningen (SIF), Elevrådet, och LAN. 

## Skolans elevföreningar
Göteborgsskolans idrottsförening är en aktiv förening som deltar i och anordnar olika turneringar. De har bland annat anordnat DM i fotboll. International IT College of Sweden blev även som första gymnasieskola diplomerad för sina insatser.  Genom den utbildning idrottsföreningen bidrar med har två av eleverna vid International IT College of Sweden blivit invalda till Göteborgsregionens Skolidrottsföreningsstyrelse. 
Skolorna har även var sina LAN-föreningar. Föreningen i Stockholm kallas LUNI och föreningen i Göteborg kallas ILA, och dessa drivs av elever för elever och de anordnar LAN-partyn. Under våren 2008 öppnade man också för första gången dörrarna för spelsugna personer utanför skolan och under en helg samlades nära 100 personer i Göteborgsskolans lokaler för att tävla i olika spel.

## Skolans deltagande i olika event
Den 22 januari 2008 gick Leve Klotet av stapeln där en av de specialinbjudna gästerna var Al Gore. Med på tillställningen som representanter för Göteborgsregionens gymnasieelever var eleverna vid International IT College of Sweden. Eleverna fick även möjlighet att gå på olika seminarier som alla handlade om en hållbar utveckling, något som eleverna tagit med sig till skolan för att jobba vidare med. 

## Kritik mot skolan
Skolan i Stockholm har fått kritik i Dagens Nyheter rörande hur de agerat i ett ärende då en av dess elever i maj 2008 knivskars utanför skolan av en elev från en närliggande skola. 
Efter publiceringen av kritiken intervjuade DN också den före detta läraren Karl Ågerup, som skrivit boken Barnens Marknad om sin tid på skolan. Ågerup uppger bland annat att skolledningen sätter ekonomisk vinning framför elevernas väl. Han uppger också att rektor ska ha ändrat ett underkänt betyg. 
Skolans ledningsgrupp har tillbakavisat kritiken.